# IG・ファルベンインドゥストリー

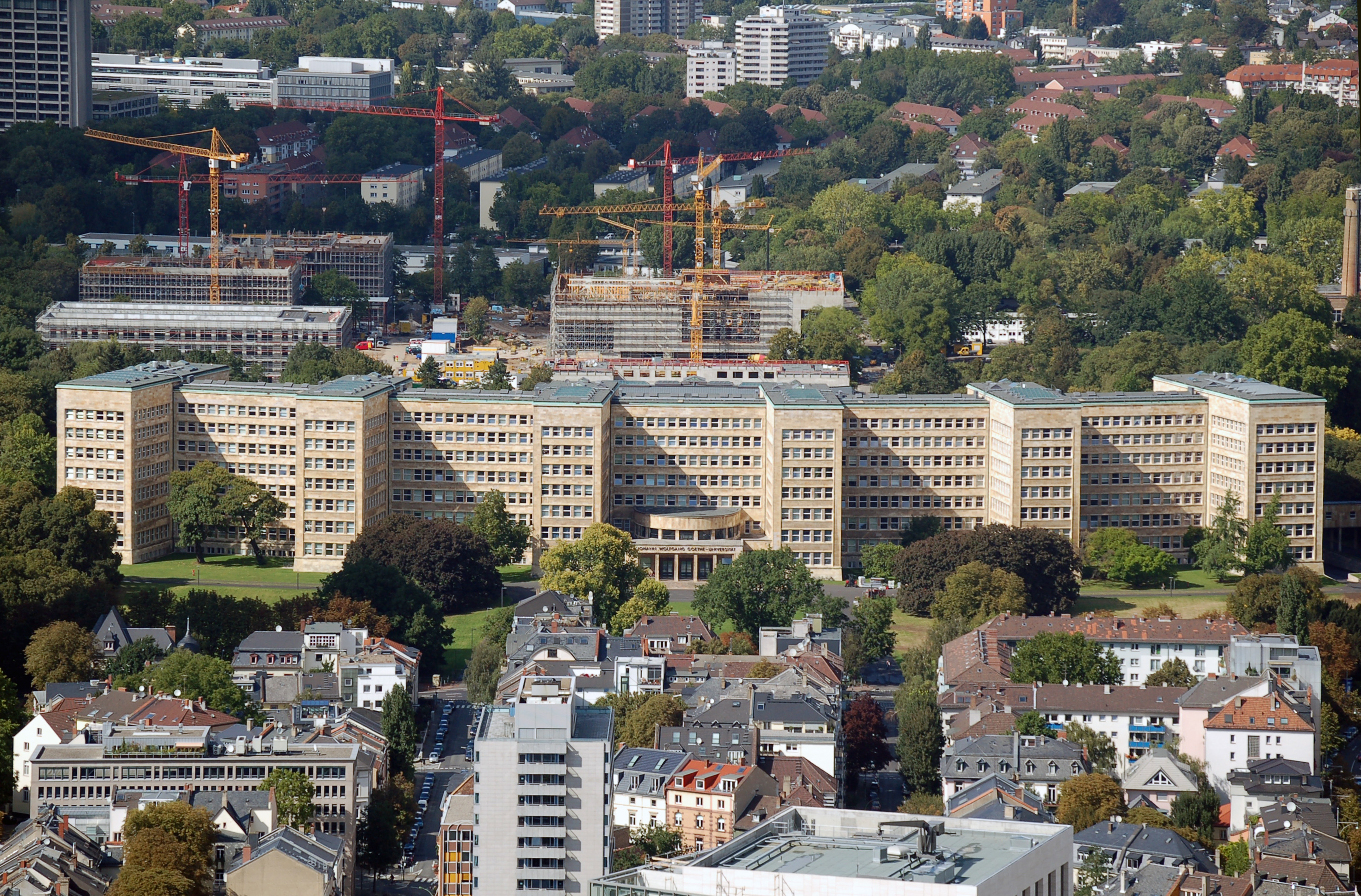
フランクフルト・アム・マインに現存するIGファルベン社本部ビル。ハンス・ペルツィヒの設計で1931年に完成した。戦後はアメリカ軍の最高司令部に、ドイツ再統一後はフランクフルト大学のキャンパスになった。

IG・ファルベンインドゥストリー（イーゲー・ファルベンインドゥストリー、Interessen-Gemeinschaft Farbenindustrie AG）は、戦間期ドイツの化学産業トラストである。略称はIGファルベン (I.G. Farben)。
ブナを大量生産したヒュルス社を設立し、デュポンやインペリアル・ケミカル・インダストリーズと協定する関係にあった。IGファルベンは第二次世界大戦後、独占解消のため解体された。ヒュルスは1998年デグサと合併した。IGファルベンの清算は1952年に始まり、2012年10月31日までかかった。スイスのIGケミー (IG Chemie) とアメリカンIG (American IG) が敵性資産として疑われた。これが母体の清算にあたり長きにわたり争点であった。カール・ボッシュはIGファルベンとアメリカンIGの重役を兼ねていた。

## 成立
1904年、バーデン・アニリン・ウント・ソーダ工業 (BASF)、フリードリッヒ・バイエル染料会社（バイエル）、アニリンファブリカツィオン（アグファ）の三社は三社同盟を結成し、同盟関係を形成した。この三社は第一次世界大戦において毒ガスの製造を請け負っていた。また第一次世界大戦中にドイツ国内で火薬が不足したため、戦中の1916年にドイツ帝国の資金援助を受けてバーデン社によりロイナ工場（在ロイナ）が建設され、1917年にはハーバー・ボッシュ法によるアンモニアの出荷が開始された。ハーバー・ボッシュ法の出現以前は、チリ硝石を輸入し、コークス炉ガスの副生アンモニアを利用して、肥料や火薬の原料が調達されていた。しかしハーバー・ボッシュ法では周辺の安い褐炭を利用してアンモニアを生産することが可能であり、ドイツ国内で生産サイクルを完結できたため、大きな軍事的意義を有した。また、ロイナ工場はブナ用子会社 (Buna Werke Schkopau) をもっていた。

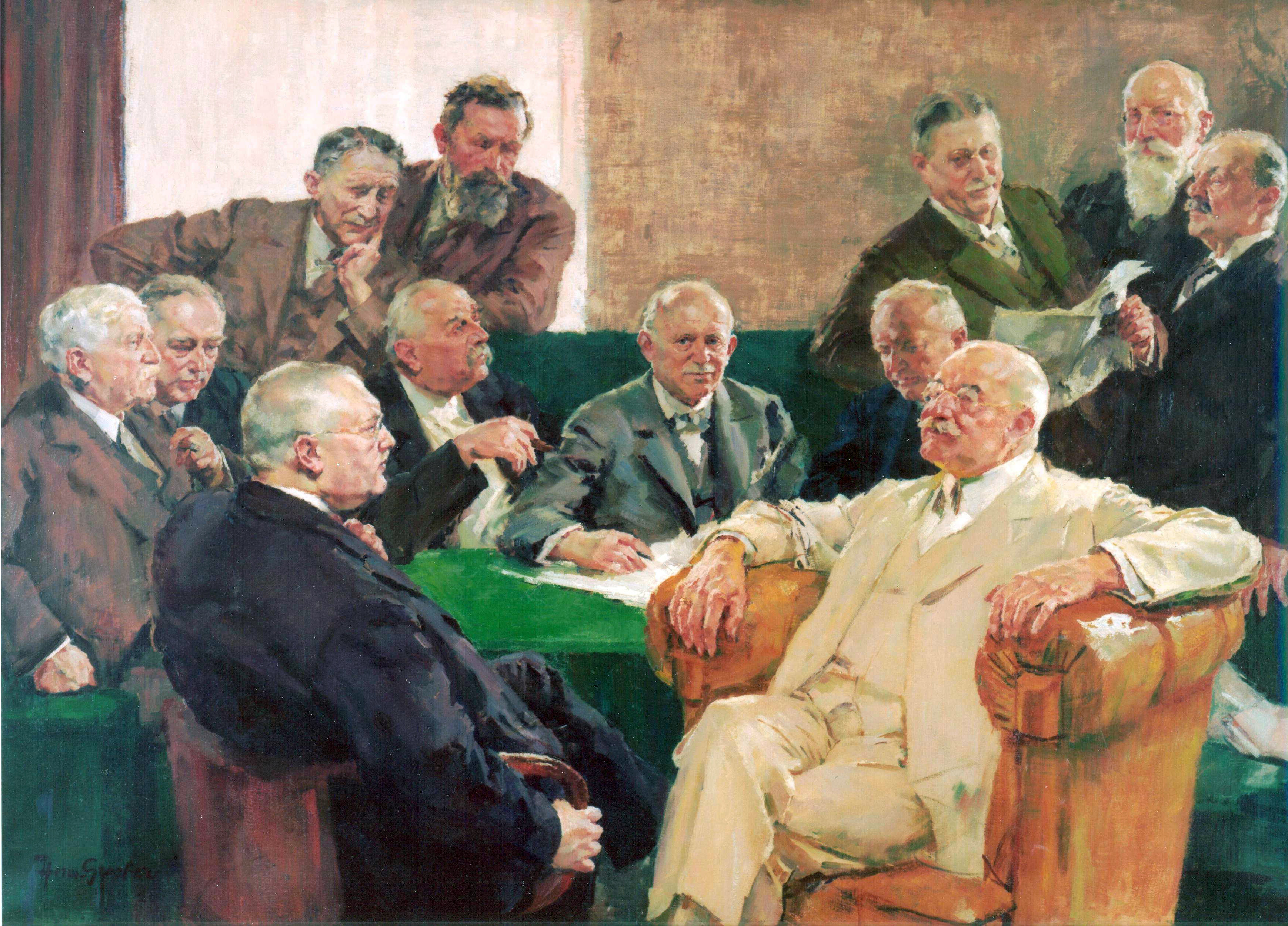
創立直後のIGファルベンの取締役会（1926年）。手前左が社長のボッシュ、その右が監査役会長のデュースベルク。

1916年には三社同盟に加え、ヘキスト、グリースハイム・エレクトロンなど6社が「ドイツ染料タール利益共同体」(Interessengemeinschaft der deutschen Teerfarbenfabriken) を形成し、ドイツの化学・染料業界を支配するようになった。第一次世界大戦におけるドイツ敗戦後の1921年、化学物質自体の特許は連合国によって認めないものとされた。ハーバー・ボッシュ法の特許も戦後賠償として連合国に接収された。
第一次世界大戦におけるドイツ敗戦、および特許接収のため、ドイツ国内の化学工業も大きなダメージを受けた。1925年、これに対処するため利益共同体の6社により、BASFのカール・ボッシュを社長とし、バイエルのカール・デュースベルクを監査役とするトラストが形成された。12月にはヴァイラー・テア・メール社など2社が参加し、ロイナヴェルケ、ファブリーク・カレ、カセラ染料工業を含む9社の大企業が合同したIG・ファルベンインドゥストリー（「染料産業利益共同体」）が誕生した。
社名には「利益共同体」を意味する IG が冠され、フランクフルト・アム・マインに本社所在地が置かれ、資本金は11億ライヒスマルクであった。デュースベルクはドイツ工業連盟の会長となり、企業界の大勢とは異なりヴァイマル共和政への支持を表明した。ハパックと親密なマックス・ウォーバーグが監査役となった。主力製品は染料、合成皮革、無機化学製品、窒素、写真製品であり、スタンダード石油と提携して人造石油の開発にも取り組んだ（合弁会社ジャスコ）。合衆国が台頭してもIGファルベンの国際競争力は図抜けていた。IGファルベンは国際染料カルテルの主役であった（詳細）が、世界恐慌で輸出に大打撃を受けた。
国家社会主義ドイツ労働者党（ナチ党）が台頭すると、1932年頃からこれに接近し始めた。ナチ党と経済界の連携を取るために結成されたケプラー・グループ（親衛隊全国指導者友の会の前身）には創設メンバーとして参加している。また四カ年計画で実質的な主導者の地位にあったカール・クラウホはIGファルベンの重役だったが後に監査役会長となり、ドイツ経済当局でも要職を歴任、1948年に奴隷化の罪で禁固6年を言い渡されたが2年で釈放、ヒュルスの監査役となった。四カ年計画庁技術者の2割から3割がIGファルベンの出身者であった。第二次世界大戦が始まると、積極的に戦争協力を行った。強制収容所での大量虐殺に使われたとされる有毒ガス「ツィクロンB」は、IGファルベンがツィクロンBの製造販売のために設立した企業、デゲッシュ社製である。またアウシュヴィッツ＝ビルケナウ強制収容所の近郊モノヴィッツにアウシュヴィッツ第三収容所モノヴィッツを建設し、隣接する石油プラント「ブナ」で収容者を強制労働させた。フランスでは地元染料工業を実質的に掌握した。

## 敵性
化学閨閥の歴史は、国際紛争の火種として現代まで燻りつづけている。化学閨閥とは、スイスの個人銀行家エドゥアルト・グロイテルト (Eduard Greutert) やヘルマン・シュミッツ (Hermann Schmitz) のそれである。グロイテルトは1928年6月IGファルベンがIGケミーを設立するときの共同企画者であり、シュミッツはIGファルベンの共同設立者として母体のファルベンだけでなくIGケミーやドイツ・レンダーバンク（Deutsche Länderbank, 現ドイツ連邦銀行）でも要職にあった。翌1929年4月、IGファルベンがデラウェア州にアメリカンIGを設立し、アグファ・アンスコやジェネラル・アニリン (General Aniline Works) を傘下に収めた。1929年にはIGファルベンがIGケミーと、オプション付き配当保証契約を締結した。
1934年アイビー・リーが証言したところによると、アメリカンIGの重役にはエゼル・フォード (Edsel Ford) やウォルター・ティーグル (Walter Teagle) がおり、アイビー自身もIGファルベンのマックス・イルグナー (Max Ilgner) から年金25,000ドルをもらっていると証言した。彼が最初にもらった45,000ドルは中心人物ヘルマン・シュミッツとの契約にもとづいていたが、その金はIGケミー名義でニューヨーク・トラスト・カンパニー (New York Trust Company) へ預託されていた。
スイスは1934年ドイツと、1935年イタリアと手形交換協定を結んだ。これらは二国間の経常決済における実際の外貨交換をほぼ不用にする手形交換制度である。戦時中、ドイツはこの制度をスイス向け支払の約80％に使った。1940年には枢軸国政府に対し手形信用取引を認めた。そして1940年以降、枢軸国はスイスで軍需物資を著しく買い増していったのである。
1938年11月9日の夜ドイツでユダヤ人迫害事件が起こり、アメリカで報道された。するとIGファルベンとIGケミーは両者の資本関係を外観において分離しようと考えた。IGケミーの監査役会は1939年3月21日の「家族会議」で、アメリカンIGを敵性資産としての差押から守る方法について話し合った。シュミッツやメインバンクのグロイテルト一族だけでなく、ゴットフリート・ケラーやフェリックス・イゼリン (Felix Iselin) も出席した。イゼリンはメタルゲゼルシャフト (Metallgesellschaft) でキャリアを積み、軍人大佐・弁護士・全州議会議員という肩書きをもって、1929年スイス銀行コーポレイションの利益代表としてIGケミーの重役となっていたが、1940年にシュミッツの後任として会長となった。「家族会議」では、1929年の配当保証契約に付いたオプションが問題とされた。これは厳然たるIGファルベンの権利で、IGケミーの保有するアメリカンIGの普通株を必要なだけ譲ってもらえる仕組みだったが、ナチスドイツとアメリカンIGの密接な関係を示す外観でもあるのに、契約破棄はIGファルベンからしかできないことになっており、破棄したらしたでIGケミーの株主がIGファルベンから配当保証を受けられなくなるというジレンマでもあった。このような「家族会議」のあった1939年、グロイテルトが死去し、グロイテルト銀行がシュトゥルツェンエッガー (Struzenegger) 銀行と改名した。一方では同年にアメリカンIGがジェネラル・アニリンおよびアグファ・アンスコと合併し、GAF (General Aniline & Film) となった。国際決済銀行のあるバーゼルですり合わせの上、IGファルベンはナチドイツ経済省に多段式の複雑な方法を提示した。1940年6月、IGケミーが年次総会でオプション付き配当保証契約を破棄した。1941年1月、ヘンリー・モーゲンソウ米財務長官がGAFの主要な重役を解任した。1942年、GAF内部でIGケミーの影響力を排除する動きが活発化した。

## 電力
開戦当初、まだフランス（パリバ）がノルスク・ハイドロの過半数を握っていた。1939年から1940年ごろ、IGファルベンの子会社メルゼブルク (Ammoniakwerk Merseburg GmbH) とIGケミーがそれぞれノルスク・ハイドロの12.5％を保有していた。ノルスク・ハイドロもIGケミー株を保有していた。すなわちノルスクとケミーは互いに配当請求権を持っていた。ノルウェーが一時ドイツに占領されると、相手は中立国スイスのケミーであるので、配当の請求が難しくなった。1941年3月22日、IGファルベン中央財務管理部がノルスクに水面下で指示を出した。ノルウェー銀行で一方的に清算することを明言せよというのである。1939 - 1940年度分において、ノルスクはケミーに配当金60万スイスフランの支払義務があったがおよそ同額の配当請求権もあった。スイスにはノルスクに配当請求権をもつ債権者が他にもたくさんいたので、ケミーがスイスの規定どおりに手形交換を行うと民事訴訟が提起される危険があった。さて指示を受けたノルスクは、ケミーから清算の打診があったなどとノルウェー銀行に口走ってしまった。1941年4月14日、IGファルベンのバッヘム博士がノルスクへ次のように打電した。「御社がノルウェー銀行に対して行った1941年3月26日付けの申請の件は、こういう形でIGケミーやスイス当局に知られてはなりません」。そして18日、ノルスクはIGファルベンから航空便を受け取った。スイスの規定によりケミーから提案ができるはずもなく、できるのはノルスクからだけだという主旨であった。そして清算を申請する電報の文面までが同封されていたのである。バッヘムとIGケミーがバーゼルで決めた内容そのまま、ノルスク分の配当金はケミーに対する債務の利息返済に充てられ、またケミーはノルスクの増資に際して新株引受権と借入金で引受け、ノルウェーの銀行から調達したその借入金をケミーが保有するノルスク株の配当益を充当して返済した。
1940年まで、スイスからドイツへの電力送出量は、発電量に対する割合においても、輸出の絶対量においても増加した。主な買い手はスイス企業がドイツ南部に設立していた子会社である。たとえばロンツァは一社だけで、1938年から1944年までにスイスからドイツへ輸出された電力の34％を消費している。残りの電力はドイツの大手エネルギー会社、すなわちRWEとバーデンヴェルク（Badenwerk, 1999年EDFが買収）に送られ、そこから最終的にAIAG (Alusuisse) などに配給された。つまりヴァルツフート (Waldshut) のロンツァグループだけでスイスからドイツへの電力供給の50％以上を消費していた。ヴァルツフートとライン川沿岸地域は、デグサとIGファルベンも進出していたので、全体でスイスからの輸出電力の80-90％を消費していた。

## レース報告
1942年スイス手形交換所がケミーを調べてスイス企業らしいと結論した。しかしこれは1945 - 1946年の「レース報告」によって広範に反駁された。この報告はスイス政府により直ちに極秘指定され、内容が大幅に切り詰められ、粉飾された要約版だけが関係役所に配布された。1945年秋、交換所のアルベルト・レース (Albert Rees) が包括監査チームの責任者となった。10月初めまでにマックス・プチピエール (Max Petitpierre) がレースの調査をケミーへ予告していた。シュトゥルツェンエッガーも対象に14週間の調査がスタートした。終戦後の1945年12月、ケミーはインターハンデル (Interhandel) に改称した。インターハンデルの経営陣は警察と組んで調査を妨害した。レース調査の進行中、インターハンデルはノルウェーに敵性企業と宣告された。ノルウェーはインターハンデルの保有するノルスク株について、その取引と将来の配当金支払を停止した。スイスは対抗して、1949年にノルスク保有のケミー株を取引停止にした。1950年春に歩み寄りがおこり、1951年までに両社は相互に株を買い戻した。
レースの回想によれば監査序盤のある日、グロイテルトの義兄弟アウグスト・ゲルマン (August Germann) がレースを迎え入れ、独断でケミーの金庫を全て開けて閲覧させた。レースは全書類に目を通して重要そうなものを抜き出し、それらを別の金庫に入れて鍵も預かった。翌日に本格的な調査のため再び出向くと、イゼリンとシュトゥルツェネガーも来ていた。彼らは書類を取り分けた金庫の開錠と調査の継続を拒んだ。レースが弁護士を呼んで経緯を説明すると、イゼリンがアウグストに腹を立てた。調査を再開したレースは2-300ページの報告書をまとめて、インターハンデルの「スイス化」は見せかけだったと結論した。1947年レースは手形交換所を退職、やがてチューリヒのインテルナ信託会社 (Interna Treuhand AG) の社長兼会長となった。

## 解体
1947年、連合国軍によってIGファルベンの役職員23人が戦争犯罪の嫌疑で起訴され、翌1948年、クラウホをはじめとする13人に有罪判決が下された（IG・ファルベン裁判）。最高刑は懲役8年であり、死刑となったものは存在せず、全員が刑期満了前に釈放された。これはドイツ産業界を攻撃するのは国益を損なうという合衆国の判断によるものであった。
連合軍軍政期にあって、IGファルベン国内工場の処遇は英米仏ソ各管轄に委ねられた。この点、アメリカのモーゲンソー財務長官らはIGファルベンの完全な解体を主張したが、ドイツの産業を復興させようとする国務省と国防省によって反対された。結果、IGファルベン自体は解体されるものの、その解体はドイツ人の専門委員会によって、経済的な規範によって行われるという方針がとられることとなった。具体的にはIGファルベン裁判の判決が出された直後1948年8月5日、英米占領地区の合同管理理事会のもとに、IGファルベン合同管理課 (Bipartie I.G. Farben Control Office, BIFCO) と合同占領地区IGファルベン分散パネル (Bizonal I.G. Farben Dispersal Panel, FARDIP) が設置された。管理課は連合国管理機構の一部であって、軍政府職員で構成された。パネルは管理課の監督下におかれ、ドイツ人専門家で構成されようとしていた。人選を議題として8月下旬から9月上旬にかけて数回のドイツ側会合が催された。出席者にバイエルのウルリヒ・ハーバーラント (Ulrich Haberland) がいた。彼はイギリス占領地区に存在する全主要工場の管財人となる人物であった。管理課に送られたパネラー候補者リストには、ドイツ銀行出身の元IGファルベン監査役ヘルマン・ヨーゼフ・アプス (Hermann Josef Abs)、前AEG取締役会長ヘルマン・ビューヒャー (Hermann Bücher)、元弁護士前ヘッセン州経済相ルドルフ・ミュラー (Rudolf Müller) などがいた。管理課が専任の務まらないアプスとミュラーを忌避、12月ビューヒャーを筆頭にパネラーを決定した。
1951年、IGファルベンは正式に解散した。しかし、これはIGファルベン自身が1940年に決めた再組織プランに基いた内容だった。ソ連占領地区（のちの東ドイツ）の工場は人民公社に改組されるか戦時賠償として接収された。フランスも接収などの厳しい措置をとった。アメリカ・イギリス・フランス各占領地区では翌1952年にはバイエル、ヘキスト、BASF, アグフアなどの12社に分割されたが、やがてバイエル、ヘキスト、BASFの三社によって吸収されていった。IGファルベン本体の業務自体はIGファルベン清算会社に引き継がれた。批判的株主と呼ばれるグループは戦時中の補償は後継会社であるバイエル、ヘキスト、BASFの三社が行うべきと主張しているが、三社はIGファルベンの後継会社ではなく新企業であるため補償義務はないと主張しており、補償を求める訴えには応じていない。争点の行方はともかく、三社は要所で連携し、朝鮮特需で利益をあげ、その後はドイツ銀行の他にコメルツ銀行やドレスナー銀行をメインバンクとし、合理化と配当を実現し、アメリカ独占資本の計算で戦前に勝る成長を遂げたのである。

## 清算
IGファルベンの清算は1952年に始まったが、その前後でGAF資産をめぐる駆け引きが展開された。
1948年10月21日、インターハンデルがGAF資産の返還を求めてアメリカの裁判所に訴えたが、証拠は提出しなかった。スイス連邦評議会はシュトゥルツェンエッガー銀行にある最重要書類の引渡しを禁止していた。1949年には、評議会が同行にある証拠書類を差し押さえた。GAF問題は在米スイス資産の返還要求について双務的に規定したワシントン協定 (Washington Agreement of 1946) の対象外であった。インターハンデルはシュミッツ家も動員してGAF資産を確保しようとした。1949年3月4日と12月21日、アメリカの検事長が所得税等（1929-1933年分）を求めて反訴した。両国は対立、インターハンデルの訴えは1953年と1956年に棄却された。1957年、合衆国最高裁判所はGAF資産が敵性資産であり、アメリカ政府の資産であると判断、審理を地区裁判所に差し戻した。同年、スイス連邦評議会は仲裁と和解を求める訴訟を提起するため国際司法裁判所に問い合わせた。1959年3月、国際司法裁判所は、米最高裁で最終判決が下るまでは応じられないと回答した。
1962年アルフレート・シェーファー (Alfred Schaefer) がスタニスワフ・ラジヴィウ公爵 (Stanisław Albrecht Radziwiłł) を雇い、公爵の（リー・ラジヴィルを介した）義兄弟ロバート・ケネディと接触させた。シェーファーは1931年スイス・ユニオン銀行（現UBS）へ入社、1964年から1976年まで同行会長を務めるが、1957年から1967年までインターハンデルの重役でもあった。1963年12月10日ケネディとシェーファーらインターハンデル重役が会談し、和解案に合意した。1965年3月、政府保有のGAF株1116万6438株（93.3％）がブライス商会 (Blyth, Inc.) を主幹事とするコンソーシアムに売却された。売上金の分配は次のようになされた。まずアメリカ政府が接収前から保有していた11％分を当然に米政府のものとした。残り89％分をアメリカとインターハンデルの間で等分するが、先立ってインターハンデルが米政府へ税金・配当金として2400万ドルを支払っておくものとされた。
1967年、スイス・ユニオン銀行はインターハンデルを吸収合併した。以降マルクの相場が上昇し、バイエル、ヘキスト、BASFの三社は急成長した。原動力の一例としてミューチュアル・ファンドが特筆される。1956年、投信管理会社 Deutsche Gesellshaft für Wertpapiersparen mbH が設立され、同年同社はコンセントラというミューチュアル・ファンドを立ち上げたが、保有銘柄はRWE, シーメンス、ダイムラー、BASF、ヘキスト、バイエル、ドイツ銀行、ドレスナー銀行といった国内大手産業であった。1978年、ジョセフ・ボーキン (Joseph Borkin) が『IGファルベンの罪刑』(The Crime and Punishment of I.G. Farben) を出版したが、翌年ウォーターゲート事件について執筆中に他界した。1982年10月、IGファルベン清算会社が株主保護のために株主協会を設立した。同年に清算会社はインターハンデルの資産を目的としてスイス・ユニオン銀行をフランクフルトの裁判所に提訴した。
1984年5月23日フランクフルト地方裁判所は、ドイツの主権を回復させた1954年10月23日の条約を根拠として、清算会社の請求を退けた。他の請求権についてもスイス法では時効であるとした。清算会社は時効を争って控訴したが、フランクフルト上級地方裁判所はそれを棄却した。裁判官は、「レース報告」の改訂版における脚色を認定しながらも、脚色依然の事実を示すであろう重要書類を証拠として採用しなかった。清算会社は最高裁へ上告した。最高裁は1954年条約が訴えの利益を否定できないとして、1986年11月17日に下級審へ差し戻した。1988年3月22日、フランクフルト上級裁判所は時効を理由に訴えを棄却した。IGファルベンとケミーの間における信託契約の痕跡が何も立証されなかったというのである。加えて判決文には、「ことによるとインターハンデルは、米国に負担をかけてGAF資産から不当な利益を得たことになる」とも書かれていた。12月20日、最高裁が上告を認めずに清算会社の請求を棄却した。2004年11月11日、清算会社は破産申請した。